# Монца (футбольний клуб)
Монца (італ. Le Associazione Calcio Monza) — італійський футбольний клуб, заснований в однойменному місті провінції Монца і Бріанца. Частину назви «Бріанці» додали до назви клубу 2005 року, аби підкреслити, що він представляє всю провінцію.

## Історія

Логотип клубу у 2004—2013 роках.

Заснований клуб, як Monza Calcio у 1912 році.
Перейменований на AC Monza Brianza 1912 у 2005 році.
З 2018 року контрольним пакетом акцій клубу володів Сільвіо Берлусконі та його компанія Fininvest. Саме під керівництвом експрезидента «Мілана» команда у сезоні 2022/23 років дебютувала у Серії А. Після смерті Сільвіо Берлусконі в 2023 році «Монца» залишалася під контролем Fininvest і родини колишнього прем’єр-міністра Італії.
За підсумками сезону 2024/25 років «Монца» посіла останнє місце в лізі та вибула до Серії B.
Улітку 2025 року новим власником клубу став американський інвестиційний фонд Beckett Layne Ventures, який викупив 80% акцій клубу, ще 20% фонд придбає влітку 2026 року. Сумарна вартість угоди – 45 мільйонів євро, проте через боргові зобов’язання «Монци» Fininvest отримає лише 30 мільйонів євро.

## Досягнення
- Англо-італійський кубок : 1976
- 4 Кубки Італії Серія C: 1974, 1975, 1988, 1991
- 4 чемпіонати Серії C1 : 1950-51, 1966-67, 1975-76, 1987-88,

## Гравці

### Поточний склад
Станом на 14 лютого 2025
| №  | Поз. | Нац.        | Гравець                                     |
| -- | ---- | ----------- | ------------------------------------------- |
| 2  | ЗХ   | Швеція      | Арвід Брорссон                              |
| 3  | ЗХ   | Сербія      | Стефан Лекович (в оренді з «Црвени Звезди») |
| 4  | ЗХ   | Італія      | Армандо Іццо                                |
| 5  | ЗХ   | Італія      | Лука Кальдірола                             |
| 6  | ПЗ   | Італія      | Роберто Гальярдіні                          |
| 7  | ПЗ   | Кот-д'Івуар | Жан-Даніель Акпа-Акпро (в оренді з «Лаціо») |
| 8  | ПЗ   | Польща      | Кацпер Урбаньський (в оренді з «Болоньї»)   |
| 10 | НП   | Італія      | Джанлука Капрарі                            |
| 11 | ПЗ   | Італія      | Гаетано Кастровіллі (в оренді з «Лаціо»)    |
| 12 | ПЗ   | Італія      | Стефано Сенсі                               |
| 13 | ЗХ   | Португалія  | Педро Перейра                               |
| 17 | НП   | Сенегал     | Кейта Бальде                                |
| 18 | ПЗ   | Італія      | Кевін Дзеролі (в оренді з «Мілана»)         |
| 19 | ЗХ   | Італія      | Самуеле Бірінделлі                          |
| 20 | НП   | Англія      | Омарі Форсон                                |
| 21 | ВР   | Італія      | Семюель Піцциньякко                         |

| №  | Поз. | Нац.             | Гравець                                     |
| -- | ---- | ---------------- | ------------------------------------------- |
| 22 | ЗХ   | Аргентина        | Томас Паласіос (в оренді з «Мілана»)        |
| 30 | ВР   | Італія           | Стефано Тураті (в оренді з «Сассуоло»)      |
| 32 | ПЗ   | Італія           | Матео Пессіна (капітан)                     |
| 33 | ЗХ   | Італія           | Даніло Д'Амброзіо                           |
| 35 | НП   | Республіка Конго | Сільвер Ганвула                             |
| 37 | НП   | Італія           | Андреа Петанья                              |
| 42 | ПЗ   | Італія           | Алессандро Бьянко (в оренді з «Фіорентина») |
| 44 | ЗХ   | Італія           | Андреа Карбоні                              |
| 47 | НП   | Португалія       | Дані Мота                                   |
| 55 | НП   | Італія           | Кевін Мартінс                               |
| 57 | ПЗ   | Італія           | Леонардо Коломбо                            |
| 69 | ВР   | Італія           | Андреа Мацца                                |
| 77 | ЗХ   | Греція           | Йоргос Кір'якопулос                         |
| 80 | ПЗ   | Італія           | Самуеле Віньято                             |
| 84 | НП   | Італія           | Патрік Чуррія                               |

### Відомі гравці клубу
- Самір Белоуфа
- Роберто Бісконті
- Марко Топич
- Крістіан Абб'яті
- Франческо Антоніолі
- Луїджі Ді Б'яджо
- П'єрлуїджі Казірагі
- Алекс Кальдероні
- Лучано Кастелліні
- Антоніо Кіменті
- Алессандро Костакурта
- Данієле Массаро
- Чезаре Наталі
- Массімо Оддо
- Мікеле Серена
- Джузеппе Сіньйорі
- Невіо Скала
- Марк Юліано
- Зізі Робертс
- Патріс Евра
- Даріо Смоє